# Mwanza (region)
Mwanza – region (mkoa) w Tanzanii.
W 2002 roku region zamieszkiwało 2 058 866 osób. W 2012 ludność wynosiła 2 772 509 osób, w tym 1 360 381 mężczyzn i 1 412 128 kobiet, zamieszkałych w 486 184 gospodarstwach domowych.
Region podzielony jest na 7 jednostek administracyjnych drugiego rzędu (dystryktów):
- Ukerewe District Council
- Magu District Council
- Nyamagana Municipal Council
- Kwimba District Council
- Sengerema District Council
- Ilemela Municipal Council
- Misungwi District Council